# 王延春
王延春（1910年—1984年3月19日），原名王武生，直隶曲阳人。1937年加入中国共产党。中华人民共和国成立后历任中共湖北宜昌地委书记；广东粤东区委第二书记、第一书记；湖北省委副书记；湖南省常务书记、第二书记及代理第一书记；湖南省政协副主席等职。曾被毛泽东称赞为“农业专家”。1984年3月在长沙去世。